# Adolf-Grimme-Preis 1991
Der 27. Adolf-Grimme-Preis wurde 1991 verliehen. Die Preisverleihung fand am 8. März 1991 im Theater Marl statt. Die Moderation übernahm dabei Justus Boehncke.
Im Rahmen der Veranstaltung wurden neben dem Adolf-Grimme-Preis noch weitere Preise, unter anderem auch der „Publikumspreis der Marler Gruppe“, vergeben.

## Preisträger

### Adolf-Grimme-Preis mit Gold
- Marcel Ophüls (für Buch und Regie zu Novembertage, BBC / RTL)

### Adolf-Grimme-Preis mit Silber
- Hape Kerkeling (für die Produktion von Total Normal, RB)
- Juliane Enders (für Buch und Regie zu Miterlebt: Brüder zur Sonne, SDR)
- Volker Anding (für die Regie bei Donner's Tag bei Kanal 4, Folgen 1-3 Kanal 4)
- Bernd Schadewald (Regie), Christian Redl (Darsteller) und Ulrike Kriener (Darsteller) (für die Sendung Der Hammermörder, ZDF)
- Hartmut Schoen (Buch und Regie) und Carl-Franz Hutterer (Kamera) (für die Sendereihe Trilogie der vergangenen Träume, ZDF)
- Martin Wiebel (Redaktion), Cordt Schnibben (Buch), Claudia Rohe (Buch), Jürgen Flimm (Regie), Hans Christian Blech (Darsteller) und Dirk Dautzenberg (Darsteller) (für die Sendung Wer zu spät kommt – Das Politbüro erlebt die deutsche Revolution, WDR)

### Adolf-Grimme-Preis mit Bronze
- Andrea Morgenthaler (für Buch und Regie zu Der Dokumentarfilm: Die Reise der Kinder von La Guette, SWF)
- Matthias Seelig (Buch) und Erich Bar (Hauptdarsteller) (für die Sendereihe Sekt oder Selters, BR)
- Xaver Schwarzenberger (für die Sendung Ein anderer Liebhaber, ZDF)
- Bernd Mosblech (für Regie und Kamera bei Der Dokumentarfilm: Alte Kameraden, SWF)

### Spezialpreise
- Elfi Kreiter für ihre Arbeit als Filmeditorin mit den Regisseuren Georg Stefan Troller und Hans-Dieter Grabe (Gold)[2]
- Friedrich Küppersbusch für seine Moderation von ZAK (Silber)[2]
- Corny Littmann (Buch und Moderation) und Sigmar Börner (Regisseur, Autor und Moderator) für die Sendung Schmidt – Die Mitternachtsshow, Folge 4/1990, NDR (Silber)[2]

### Besondere Ehrung
- Ilse Schliekmann alias Ponkie (für ihre Fernseh-Rezensionen in der Münchner Abendzeitung)
- Georg Stefan Troller (für seine Produktion von poetischem Fernsehen)

### Sonderpreis des Kultusministers von Nordrhein-Westfalen
- Martina Müller (für Buch und Regie zu Max Ophüls: Den schönen guten Waren, WDR)

### Publikumspreis der Marler Gruppe
- Marcel Ophüls (für Buch und Regie zu Novembertage, BBC / RTL)